# Szoszanna Parsitz
Szoszanna Parsitz (hebr.: שושנה פרסיץ, ang.: Shoshana Parsitz, ur. 16 listopada 1892 w Kijowie, zm. 22 marca 1969) – izraelska polityk, w latach 1949–1959 poseł do Knesetu z listy Ogólnych Syjonistów.
W wyborach parlamentarnych w 1949 po raz pierwszy dostała się do izraelskiego parlamentu. Zasiadała w Knesetach I, II i III kadencji.